# Еггльгам
Еггльгам (нім. Egglham) — громада в Німеччині, розташована в землі Баварія. Підпорядковується адміністративному округу Нижня Баварія. Входить до складу району Ротталь-Інн.
Площа — 36,84 км2. Населення становить 2372 ос. (станом на 31 грудня 2020).